# 마스이 요시오
마스이 요시오(일본어: 増井 禎夫, 1931년 1월 1일 ~ )는 일본에서 태어난 캐나다 국적의 세포생물학자이다. 교토부 출신으로 토론토 대학교 명예교수, 왕립학회 회원이다.
1971년에 개구리알의 난모세포에서 난성숙을 일으키는 난성숙촉진인자(MPF: maturation promoting factor)를 발견했다. MPF는 훗날 보편적이고 중심적인 세포 주기의 조절 인자로 판명돼, 1980년대 후반부터 이 분야의 폭발적인 발전에 크게 기여했다.

## 주요 업적
- 난성숙촉진인자(MPF)의 발견[3]
- 세포분열억제인자(CSF: cytostatic factor)의 발견[4]
- 개구리알 추출액(무세포계)의 개발[5]

## 주요 경력
- 1931년 : 교토부에서 태어남
- 교토 제2중학교에서 교토 제1중학교 특별 과학 학급으로 전학, 구제 제3고등학교를 거쳐서 졸업
- 1953년 : 교토 대학 이학부 생물학과 졸업
- 1955년 : 교토 대학 대학원 이학연구과 석사과정 수료
- 1955년 : 고난 대학 이학부 생물학과 조수
- 1958년 : 고난 대학 이학부 생물학과 강사
- 1961년 : 교토 대학에서 이학박사 학위를 취득
- 1965년 : 고난 대학 이학부 생물학과 조교수
- 1966년 : 미국 예일 대학교에서 유학
- 1969년 : 캐나다 토론토 대학교 부교수
- 1978년 ~ 1997년 : 토론토 대학교 교수
- 1997년 ~ 현재 : 토론토 대학교 명예교수

## 수상 경력
- 1992년 : 가드너 국제상
- 1998년 : 앨버트 래스커 기초 의학 연구상[6]